# Округ Вошо (Невада)
Вошо (енгл. Washoe County) је округ у америчкој савезној држави Невада.

## Демографија
По попису из 2010. године број становника је 421.407, што је 81.921 (24,1%) становника више него 2000. године.
| Група             | 2000.           | 2010.           |
| Белци             | 247.835 (73,0%) | 278.213 (66,0%) |
| Афроамериканци    | 7.093 (2,1%)    | 9.814 (2,3%)    |
| Азијати           | 14.526 (4,3%)   | 21.790 (5,2%)   |
| Хиспаноамериканци | 56.301 (16,6%)  | 93.724 (22,2%)  |
| Укупно            | 339.486         | 421.407         |